# Зинин, Николай Николаевич
Никола́й Никола́евич Зи́нин (13 [25] августа 1812, Шуша — 6 [18] февраля 1880, Санкт-Петербург) — русский химик-органик, академик Петербургской академии наук, первый получатель премии первого Русского химического общества (1868—1877). Представитель Казанской химической школы. Тайный советник.

## Биография
Родился 13 (25) августа 1812 года в Пензе, о чём сам написал в автобиографии в 1841 году, хотя источники указывают местом рождения Шушу (Карабахское ханство, с 1805 года бывшее де-факто под контролем России), где действительно он жил в младенчестве, поскольку его отец, Николай Иванович Зинин, находился там с дипломатической миссией. Во время свирепствовавшей на Кавказе первой пандемии холеры родители Зинина погибли и он был отправлен к дяде в Саратов, где в 1820 году поступил в мужскую гимназию.
В 1830 году поступил на математическое отделение философского (позднее физико-математического) факультета Казанского университета казённокоштным студентом. На него вскоре обратили внимание ведущие профессора: ректор университета математик Н. И. Лобачевский, астроном И. М. Симонов и попечитель университета М. Н. Мусин-Пушкин, пригласивший его даже в свой дом заниматься с детьми.
После окончания университетского курса в 1833 году со степенью кандидата и золотой медалью за сочинение «О пертурбациях эллиптического движения планет», ему было предложено продолжить обучение в Дерпте, в Профессорском институте; но он предпочел остаться в Казани и, по предложению профессора физики Кнорра, был назначен 9 сентября 1833 года репетитором при профессоре физики. С осени 1834 года, в связи с отъездом в Москву Брашмана, ему поручили преподавать аналитическую механику, а также гидростатику и гидродинамику.
В то время в Казанском университете химия преподавалась крайне слабо, её читал профессор технологии И. И. Дунаев. В 1833 и 1834 годах назначался конкурс на свободную кафедру химии, но безрезультатно: представляемые для соискания её сочинения оставались не одобренными. Вероятно, это обстоятельство и послужило причиной того, что 12 августа 1835 года преподавание теоретической химии, в помощь Дунаеву, ректор университета Лобачевский поручил Зинину, который не интересовался специально химией и готовился к экзамену на степень магистра физико-математических наук. Отказать Лобачевскому молодой учёный не решился; в результате российская наука получила блестящего химика, основателя научной школы. После сдачи магистерского экзамена качестве темы магистерской диссертации Совет университета предложил ему химическую тему: «О явлениях химического сродства и о превосходстве теории Берцелиуса о постоянных химических пропорциях перед химическою статикою Бертоллета»; 21 октября 1836 года Зинин защитил диссертацию и 14 ноября получил учёную степень магистра химии.
При преобразовании университета по новому уставу, 9 января 1837 года он был утверждён адъюнктом по кафедре химии и весной этого же года по ходатайству Мусина-Пушкина был направлен на учёбу за границу, пробыл там три года — с сентября 1837 до осени 1840 года. Сначала Зинин направился в Берлин, где изучал химию у Э. Мичерлиха и Розе (в Германии в то время работало два известных химика братья Генрих и Густав Розе), одновременно занимаясь у К. Эренберга, Т. Шванна и Иоганна Мюллера; затем работал в других лабораториях выдающихся учёных того времени: в Париже у Теофиль-Жюля Пелуза, в Лондоне — у М. Фарадея, более года (1839—1840) в Гиссене у профессора Ю. Либиха.
Первая статья Зинина была напечатана в «Liebig’s Annalen», в 1839 году в ней Зинин сообщал о новом, им найденном способе превращения горько-миндального масла в бензоин, в 1840 году в «Liebig’s Annalen» была помещена вторая статья Зинина о бензойных соединениях. Эти работы, в изложении на русском языке, составили докторскую диссертацию Зинина, которую он защитил в Санкт-Петербургском университете после возвращения в Россию, получив степень доктора естественных наук 6 марта 1841 года. Название диссертации было сформулировано так: «О соединениях бензоила и об открытых новых телах, относящихся к бензоиловому ряду»
Вернувшись в Казань 16 марта 1841 года, Зинин 5 июня того же года был утверждён экстраординарным профессором по кафедре химической технологии, так как кафедра химии была в то время занята К. К. Клаусом. С 15 декабря 1845 года был ординарным профессором. Читал он больше теоретическую, чем техническую химию, которую в основном преподавал на математическом отделении, по 2 часа в неделю; Зинин первый в Казани начал преподавать курс аналитической химии — на обоих отделениях математического факультета, — а кроме того читал общую химию на камеральном отделении юридического факультета и в течение года специальный курс животных тел четвертому курсу естественников. Очень много времени посвящал Зинин работам в химической лаборатории университета.
В 1847 году получил приглашение перейти на службу в Санкт-Петербург профессором химии в Медико-хирургическую академию и 6 января 1848 года покинул Казанский университет.
В Петербурге работал сначала в звании ординарного профессора (1848—1859 гг.), заслуженного профессора (с 1859 г.), затем «директора химических работ» (1864—1874 гг.). Кроме химии, он читал с 1853 по 1859 год минералогию и геологию, после ухода профессора Эйхвальда.
Профессорскую деятельность в академии Зинин совмещал со многими другими обязанностями: двенадцать лет (1852—1864) был учёным секретарём, с 1856 года — вице-президентом, два года (1869—1870) был членом и два года (1871—1872) председателем академического суда. Дважды (в 1864 и 1866) временно управлял академией. С 1848 года он был членом мануфактурного совета министерства финансов; в 1856 году был избран совещательным членом Медицинского совета, в 1851 — членом Общества русских врачей, с 1860 — непременным членом Военно-медицинского ученого комитета и почётным членом Казанского университета. Был также членом минералогического, Вольного экономического и других учёных обществ.
В 1855 году избран адъюнктом Петербургской академии наук, 2 мая 1858 года — экстраординарным академиком, 5 ноября 1865 года — ординарным академиком («по технологии и химии, приспособленной к искусствам и ремеслам»). После основания при Медико-хирургической академии женских медицинских курсов Зинин в 1873—1874 годах читал там физику.
В 1868 году вместе с Д. И. Менделеевым, Н. А. Меншуткиным и другими выступил организатором Русского химического общества и в течение десяти лет, с 5 декабря 1868 года, был его президентом — до декабря 1878 года, когда он был единогласно избран почётным членом Общества — уже Русского физико-химического, так как незадолго до того произошло слияние химического общества с физическим.
Деятельность Зинина часто сопровождалась научными командировками: на Кавказ для исследования минеральных вод, в Крым для исследования грязей (1852), за границу — для изучения организации современных химических лабораторий, в связи с учреждением новой академической лаборатории (1860), на парижскую выставку — в качестве члена жюри (1867). Его последнее исследование относится к амаровой кислоте и её гомологам.
Осенью 1878 года у Зинина проявились первые приступы болезни почек, приведшей к его смерти 6 (18) февраля 1880 года. Похоронен он был на Смоленском православном кладбище.

## Научные достижения
Зинин впервые получил бензоин конденсацией бензальдегида в присутствии цианистого калия и бензил окислением бензоина азотной кислотой. В 1842 году он открыл реакцию восстановления ароматических нитропроизводных в ароматические амины действием сернистого аммония (см. Реакция Зинина). Этим путём Зинин синтезировал в 1842 году анилин, который до этого был получен Ю. Ф. Фрицше из красителя индиго, а также α-нафтиламин. С этого момента анилин можно было получать в промышленном масштабе. В дальнейшем он показал общность своей реакции, получив тем же методом м-фенилендиамин восстановлением м-динитробензола (1844) и м-аминобензойную кислоту восстановлением м-нитробензойная кислота (1845). В 1843 году получил тем же методом дезоксибензоин. Действуя сернистым аммонием на азобензол, Зинин синтезировал гидразобензол, который прибавлением серной кислоты перегруппировал в бензидин (1845). Синтезы Зинина послужили научной основой для создания промышленности синтетических красителей, взрывчатых веществ, фармацевтических препаратов, душистых веществ и др.
В 1845 году Зинин открыл перегруппировку гидразобензола под действием кислот — «бензидиновую перегруппировку». Показал, что амины — основания, способные образовывать соли с различными кислотами.
В 1854—1855 годах он описал открытые им уреиды (производные мочевины), синтезировал, независимо от Бертло и де Люка, искусственное горчичное масло (аллиловый эфир изотиоциановой кислоты) на основе йодистого аллила и роданида калия и исследовал его взаимодействие с аминами с образованием соответствующих тиомочевин. Установил, что при взаимодействии этого масла с анилином образуется аллилфенилтиомочевина. Получил в 1852 году аллиловый эфир изотиоциановой кислоты — «летучее горчичное масло» — на основе йодистого аллила и роданида калия. Исследовал производные радикала аллила, синтезировал аллиловый спирт. Получил (1860-е гг.) дихлор- и тетрахлорбензол, толан и стильбен. Изучал (1870-е гг.) состав лепидена (тетрафенилфурана) и его производных.
С 1857 по 1860 годы он производил исследования ацетилбензоина и бензоилбензоина, некоторых производных нафтолидина и азооксибензида. С 1860 года все работы Зинина уже относятся к производным масла горьких миндалей и бензоина. В 1861 году он сообщил о введении водорода в органические соединения, в 1862 году — о гидробензоине, продукте воздействия водорода на горько-миндальное масло, о раскислённом бензоине. В 1863 году Зинин описал нитробензил, в 1864 — действие соляной кислоты на азобензид, в 1866 — действие едкого калия на бензоин в отсутствие воздуха, в запаянных трубках; получил лепиден действием соляной кислоты на бензоин, и продукт его окисления — оксилениден и обромления — дибромлепиден. В 1867 году в Париже Зинин представил академии и напечатал в «Comptes rendus» статью: «О некоторых фактах, относящихся к веществам стильбеноваго ряда». С 1870 по 1876 года его деятельность была направлена на изучение лепидена и его производных. Последняя его крупная работа посвящена «амаровой кислоте и её гомологам».
Совместная работа Зинина с молодым инженером-артиллеристом В. Ф. Петрушевским привела к решению проблемы получения и использования сильнейшего взрывчатого вещества нитроглицерина. Зинин разработал самый прогрессивный метод синтеза нитроглицерина из глицерина с использованием концентрированной азотной кислоты, низкой температуры и т. д. Когда в 1853 году объединённая англо-французско-турецкая армия высадилась в Крыму и война приняла затяжной характер, Зинин сделал всё, чтобы русская армия имела на вооружении самые сильные взрывчатые вещества. Он предложил начинять нитроглицерином гранаты (1854), разработал способ получения больших количеств нитроглицерина и способ его взрывания. Однако его предложения не были реализованы артиллерийским ведомством. Только в 1863—1867 годах нитроглицерин начали успешно применять для подземных и подводных взрывов.

## Научная школа Зинина
Зинин имел учеников ещё в Казани (А. М. Бутлеров и др.); после переезда в Петербург он создал большую школу русских химиков (А. П. Бородин, Н. Н. Бекетов, Л. Н. Шишков, А. Н. Энгельгардт). Как указано выше, Зинин активно участвовал в организации Русского химического общества (ныне Российское химическое общество им. Д. И. Менделеева).

## Награды и научное признание
В 1856 году Зинин был произведён в действительные статские советники, 17 апреля 1870 года — в тайные советники. Был награждён орденами Св. Владимира 2-й (1873) и 3-й ст. (1858), Св. Станислава 1-й ст. (1862), Св. Анны 1-й ст. (1864; императорская корона к ордену — 1867) и 2-й ст. (с императорской короной), Белого орла (1867).
- В 1880 году отделение химии Русского физико-химического общества учредило премию им. Зинина и Воскресенского за лучшие самостоятельные работы в области химии.
- Зинин был почётным членом многих русских и иностранных научных обществ, академий и университетов, членом-корреспондентом Французской академии наук (1873)[9], берлинского и лондонского химических обществ. Именно работы Зинина в значительной степени вызвали признание российской химической школы за рубежом.

## Личные качества
При всём внешнем благополучии и несомненных творческих удачах Зинин, по воспоминаниям современников, был лишён душевного равновесия и раздражался в тех случаях, где другие учёные проявили бы искреннюю заинтересованность.

Немецкому учёному А. Гофману удалось модифицировать метод получения анилина из нитробензола, открытый Зининым. Гофман заменил сульфид аммония ([NH4]2S) другим восстановителем — водородом (H+) в момент выделения. На основе модифицированного метода он организовал промышленное производство анилина, что вызвало раздражённую реакцию Зинина, приоритет которого никто не оспаривал:
«Вечно немцы уводят открытия у нас из-под носа».

### Нитроглицерин
Исследуя нитропроизводные, Зинин вместе с В. Ф. Петрушевским начал работы над созданием взрывчатой композиции на основе нитроглицерина, безопасной при транспортировке. В итоге был найден хороший вариант — пропитка нитроглицерином карбоната магния. Об этом Зинин рассказывал своему соседу по даче Альфреду Нобелю, сыну Эммануила Нобеля — владельца завода по производству мин. Идея пригодилась А. Нобелю спустя несколько лет. Во время транспортировки нитроглицерина одна из бутылей разбилась, и жидкость пропитала инфузорную землю, насыпанную между бутылями для предупреждения возможного удара. Нобель, вероятно, вспомнивший рассказы Зинина о том, что нитроглицерином следует пропитывать порошкообразные вещества, достаточно быстро оценил свойства образовавшейся композиции, названной впоследствии динамитом и принёсшей ему громадные прибыли. Узнав всё это, Зинин заметил:
«Этот Альфред Нобель выхватил у нас динамит из-под носа»
Однако нет никаких оснований полагать, что Зинин был тщеславен и болезненно ревниво относился к успехам коллег. Скорее всего, отсутствие внутренней гармонии — результат интуитивного ощущения того, что в другой области — в математике — он, возможно, сумел бы достичь большего. До последних дней самым любимым его занятием было чтение различных математических работ.

## Сочинения
- Описание некоторых новых органических оснований, полученных при действии сероводорода на соединения углеводородов с азотноватой кислотой, пер. с нем., «Успехи химии», 1943, т. 12, в. 2;
- О продуктах реакции сернистого аммония с некоторыми органическими веществами и о копулированных кислотах соединений хлорнафталина, пер. с нем., там же;
- Об азобензиде и нитробензойной кислоте, пер. с нем., там же.

## Семья
В 1845 году женился на пожилой вдове, имевшей двух взрослых сыновей; от этого брака он не имел детей и через год или два потерял жену. В конце сороковых годов он вступил в брак второй раз, женившись на Елизавете Александровне Медынцевой, происходившей из старинного рода московских старообрядцев текстильных фабрикантов. В этом браке родились четверо детей: Святослав (род. 1850), Елизавета (род. 1851), Варвара (род. 1852), Николай (род. 1854).

## Адреса в Санкт-Петербурге
- 1867 год — 6 февраля 1880 года — 8-я линия В. О., д. 17.

## В кинематографе
- 1969 — «На пороге». Режиссёр: Николай Хробко. Отображается взаимодействие с русским композитором и химиком А.П. Бородиным.